# Nicolás Sosa
Nicolás Sosa Sánchez (Melo, 6 aprile 1996) è un calciatore uruguaiano, attaccante del Racing Montevideo.

## Caratteristiche tecniche
È un centravanti.

## Carriera
Cresciuto nel settore giovanile del Cerro Largo, ha debuttato in prima squadra il 20 settembre 2014 disputando l'incontro di Segunda División Profesional vinto 2-1 contro il Plaza Colonia.